# Нарийнтээл

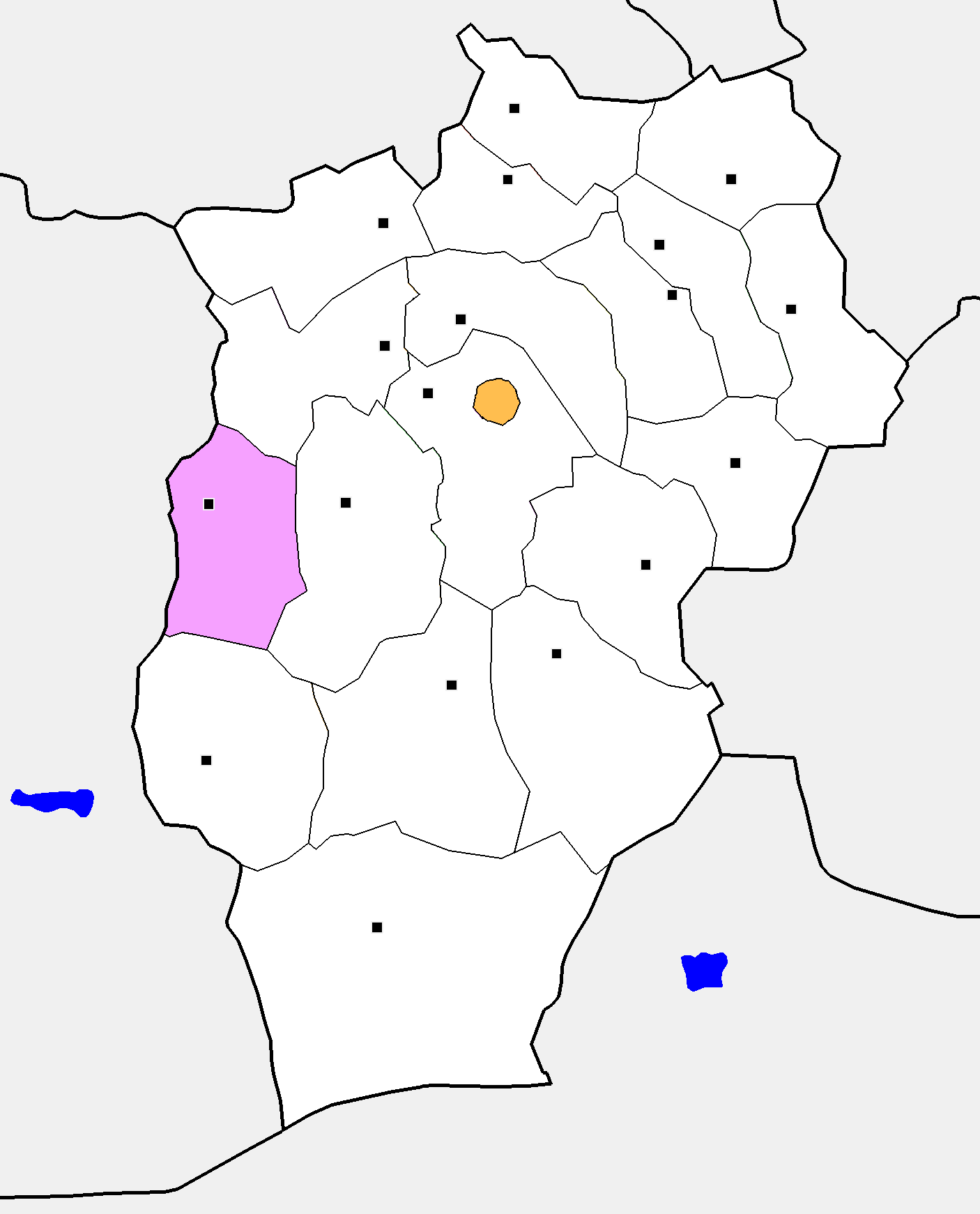
Сомон Нарийнтээл Уверхангайского аймака

Нарийнтээл  (монг. Нарийнтээл) — сомон аймака Уверхангай в Монголии, с центром в посёлке Цагаан овоо в 366 км от столицы аймака города Арвайхээр. Население 4,1 тысячи человек. Возник в 1931 году. Расположен на расстоянии 556 км к юго-западу от Улан-Батора. 

## Описание

### Рельеф
Рельеф представлен юго-восточными отрогами Хангая.  Значительную часть территории сомона занимает долины рек.
1. Тувшинбаатар (2490 м),
2. Улаанхутаг (1588 м),

Реки:
1. Орхон,
2. Онги,[1].

### Климат
Климат резко континентальный. Средняя температура января −20-25 °С, июля +18-20 °С. Ежегодная норма осадков 200-300 мм.

### Фауна и флора
Растительность степная. На территории сомона встречаются косули, лисы, волки, манулы, рыси, барсуки, хорьки.

### Хозяйство и культура
На территории сомона много минеральных источников, обнаружены проявления месторождений цветных металлов, каменного угля и строительного сырья. В сомоне имеется школа и больница.